# Los Ángeles (Los Santos)
Los Ángeles es un corregimiento ubicado en el distrito de Los Santos en la provincia panameña de Los Santos. En el año 2010 tenía una población de 868 habitantes y una densidad poblacional de 39.6 personas por km².

## Toponimia y gentilicio
Toma su nombre de nuestra Señora de Los Ángeles, santa católica. 